# Ángel Darío Banegas
Ángel Darío Banegas Leiva (* 21. nebo 22. října 1969 Santa Bárbara) je honduraský karikaturista, autor svérázného humoru, televizní bavič a politik. Zastává poslanecký mandát v Honduraském národním kongresu, kde reprezentuje Honudraskou liberální stranu za department Cortés.

## Kariéra
Svoji novinářskou kariéru započal v mládí jako reportér, dopisovatel a sportovní komentátor v San Pedro Sula. V roce 1985 získal místo každodenního karikaturisty v El Heraldo. V roce 1989 přešel do Diario Tiempo a o rok později začal pracovat v La Prensa, kde zůstal až dodnes.
Od roku 2003 řídí a moderuje každodenní televizní pořad En voz alta v televizi Telered 21.
V honduraských všeobecných volbách v roce 2009 byl zvolen poslancem Honduraského národního kongresu za Honudraskou liberální stranu.